# Guillem de Boladeres
Guillem de Boladeres i Romà (Maldá, 1851-Sitges, 31 de octubre de 1928) fue un propietario agrario y político español.

## Biografía

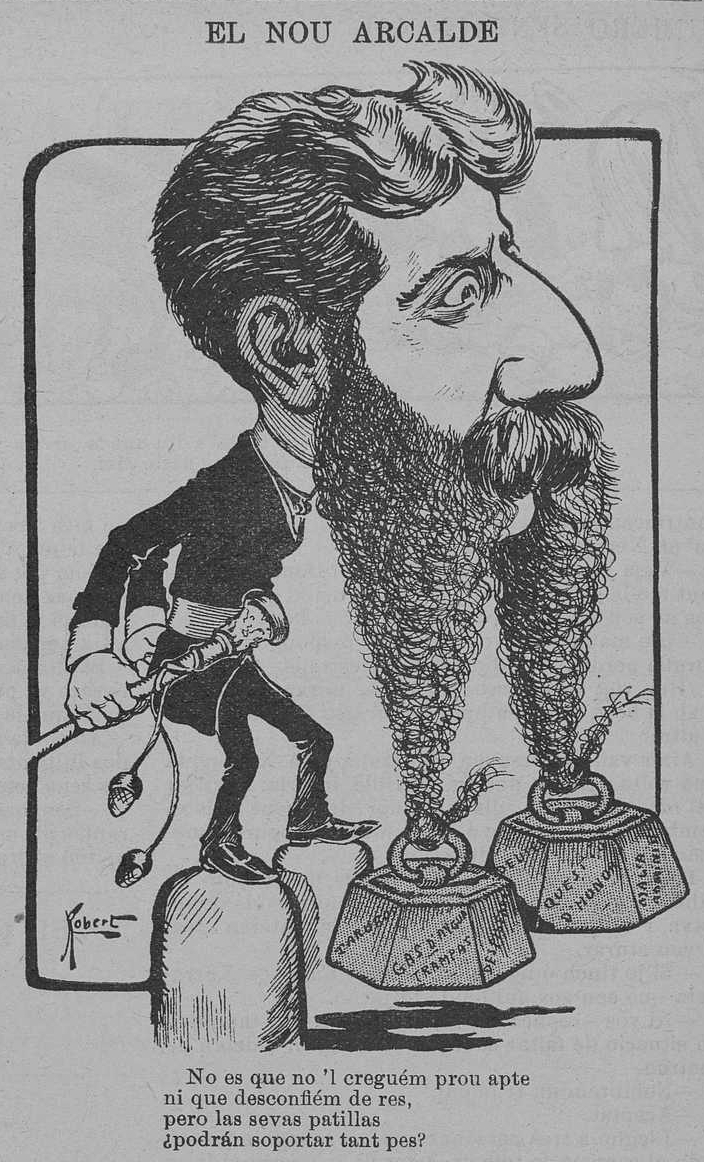
Caricaturizado en La Esquella de la Torratxa a los pocos días de ser nombrado alcalde de Barcelona en mayo de 1903

Miembro fundador en 1891 de la Cámara Agrícola de Maldá, participó como representante de los agricultores catalanes, junto con Josep Zulueta i Gomis, en el mitin del 9 de diciembre de 1893 en Bilbao de la Liga Nacional de Productores donde protestaron por la política comercial del gobierno de Práxedes Mateo Sagasta. También fue vocal del Instituto Agrícola Catalán de San Isidro (1903-1904) y miembro de la sección agrícola de la patronal, Fomento del Trabajo Nacional.
Fue militante del Partido Liberal Conservador, formación con la que fue elegido alcalde de Barcelona en dos breves períodos: mayo de 1903-julio de 1904 y julio de 1914-julio de 1915. Dio también soporte y apoyo a iniciativas de la Lliga Regionalista como la petición de Cambó al rey Alfonso XIII durante su visita al ayuntamiento de Barcelona en abril de 1904 para que se reconociese la autonomía para Cataluña. También fue miembro de la Real Academia de Ciencias y Artes de Barcelona.